# دی‌بورید هافنیم
دی‌بورید هافنیم (به انگلیسی: Hafnium diboride) با فرمول شیمیایی HfB۲ یک ترکیب شیمیایی با شناسه پاب‌کم ۶۳۳۶۸۵۷ است. که جرم مولی آن 200.11 g/mol می‌باشد. 